# 奥德·纳德卢姆
奥德·纳德卢姆（挪威語：Odd Nerdrum；1944年4月8日—）挪威画家。他是一个引起争议的人物。他宣称自己的作品不是艺术，只是一种浮躁虚夸。他的作品中表达出古希腊和古罗马的传统，明显受到了伦勃朗（Rembrandt）和爱德华·蒙克（Edvard Munch）的影响。